# Yao Junior Sènaya
Yao Séyram Junior Sènaya (ur. 19 kwietnia 1984 w Lomé) – togijski piłkarz występujący na pozycji napastnika. Jego brat Yao Mawuko Sènaya, również jest piłkarzem.

## Kariera klubowa
Sènaya karierę rozpoczynał w 2001 roku w trzecioligowym szwajcarskim zespole FC Wangen. W 2002 roku przeszedł do pierwszoligowego FC Basel, jednak przez dwa lata nie rozegrał tam żadnego spotkania. W 2004 roku odszedł do drugoligowej Concordii Bazylea. Następnie grał w także drugoligowym SC Young Fellows Juventus, a w 2006 roku został zawodnikiem pierwszoligowego FC Thun. W pierwszej lidze szwajcarskiej zadebiutował 24 września 2006 w zremisowanym 1:1 meczu z FC Luzern. W barwach Thun zagrał w lidze 2 razy, a na początku 2007 roku wrócił do Juventusu. W kolejnych latach grał w innym drugoligowym zespole – FC La Chaux-de-Fonds, a także w Zjednoczonych Emiratach Arabskich w drużynach Al-Jazira Al-Hamra oraz Dibba Al-Hisn.
| Sezon   | Klub                      | Kraj       | Flaga                        | Rozgrywki           | Mecze | Bramki |
| ------- | ------------------------- | ---------- | ---------------------------- | ------------------- | ----- | ------ |
| 2002/03 | FC Basel                  | Szwajcaria | Szwajcaria                   | Swiss Super League  | 0     | 0      |
| 2003/04 | FC Basel                  | Szwajcaria | Szwajcaria                   | Swiss Super League  | 0     | 0      |
| 2004/05 | FC Concordia Bazylea      | Szwajcaria | Szwajcaria                   | Challenge League    | 18    | 2      |
| 2005/06 | SC Young Fellows Juventus | Szwajcaria | Szwajcaria                   | Challenge League    | 25    | 9      |
| 2006/07 | FC Thun                   | Szwajcaria | Szwajcaria                   | Swiss Super League  | 2     | 0      |
| 2006/07 | SC Young Fellows Juventus | Szwajcaria | Szwajcaria                   | Challenge League    | 12    | 1      |
| 2007/08 | FC La Chaux-de-Fonds      | Szwajcaria | Szwajcaria                   | Challenge League    | 26    | 0      |
| 2008/09 | Al-Jazira Al-Hamra        | ZEA        | Zjednoczone Emiraty Arabskie | UAE Football League | 12    | 1      |

## Kariera reprezentacyjna
W reprezentacji Togo Sènaya zadebiutował 5 czerwca 2004 w przegranym 0:1 meczu eliminacji Mistrzostw Świata 2006 z Zambią.